# Àmbit metropolità de Barcelona
|  | Aquest article tracta de l'àmbit territorial i futura vegueria, per la vegueria del segle XIV-XVIII vegeu Vegueria de Barcelona. |

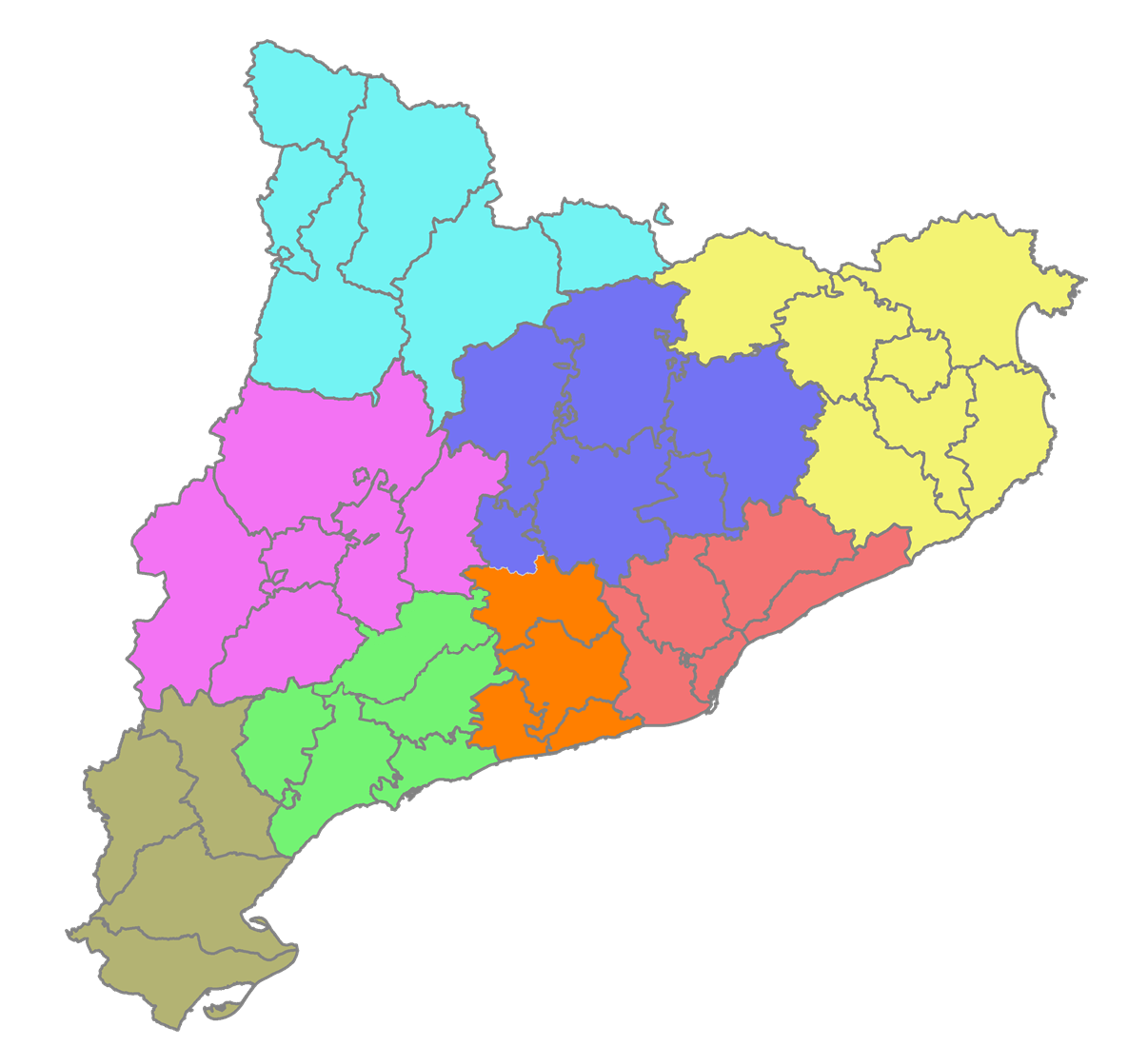
Àmbit metropolità

L'Àmbit metropolità de Barcelona és un dels vuit àmbits funcionals territorials definits en el Pla territorial general de Catalunya. Segons la Llei de vegueries, la futura vegueria d'aquesta regió s'anomenarà vegueria de Barcelona.
Està situat a la zona central de la Depressió Litoral i la Serralada Prelitoral de Catalunya. És l'àmbit amb més població, amb 5.066.684  d'habitants estimats l'any 2024, abasta una extensió geogràfica de 2.464,4 km² i una densitat de 2.056 hab/km². El seu municipi més important i nucli principal és la ciutat de Barcelona.

## Característiques
La regió va quedar definida l'any 1987 en les Lleis d'Ordenació Territorial aprovades pel Parlament de Catalunya. Actualment la integren les comarques del Baix Llobregat, el Barcelonès, el Maresme, el Vallès Occidental i el Vallès Oriental, és a dir, el conjunt format per Barcelona i la seva àrea d'influència més immediata en termes econòmics i de mercat de treball. L'Alt Penedès i el Garraf en formaven part inicialment, però es van integrar en el nou l'àmbit funcional del Penedès l'any 2017.

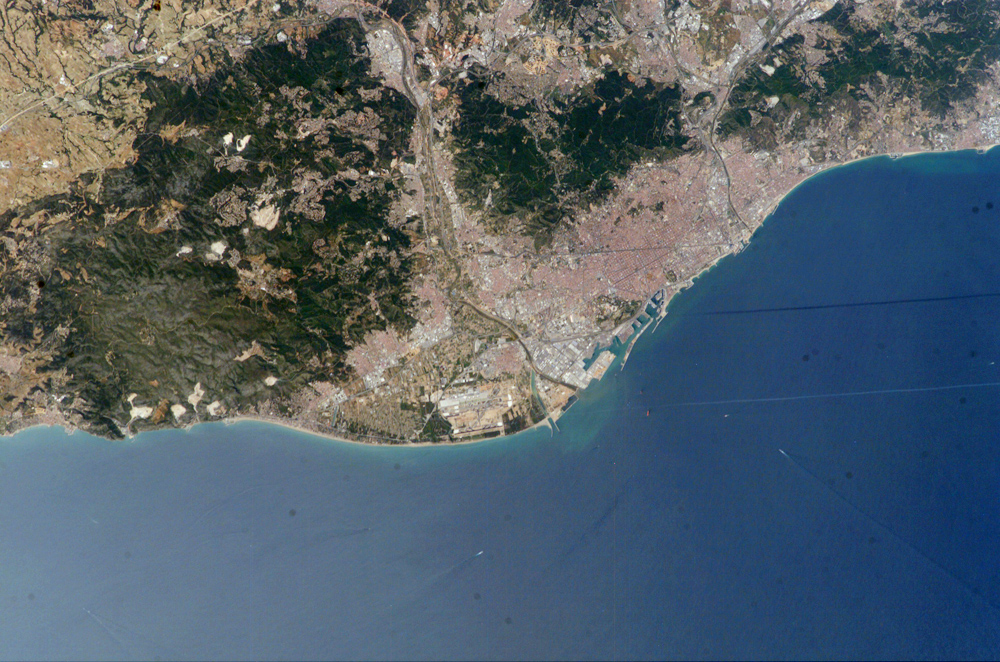
Vista per satèl·lit de la part central de la Regió Metropolitana de Barcelona

És actualment una de les 10 majors aglomeracions metropolitanes europees i ocupa una posició capdavantera entre les zones industrials sent un dels eixos de major desenvolupament econòmic i empresarial en la Mediterrània Occidental. Dels prop de 2 milions de llocs de treball existents a la regió, gairebé un terç provenen de l'activitat industrial. La regió metropolitana de Barcelona suposa el 10% de tot el territori de Catalunya i en concentra el 68% de la seva població, sent la segona aglomeració amb una major densitat d'Europa, tan sols superada per París (3.202 habitants/km²).
Concentra el 58% del sòl industrial català i aporta aproximadament el 70% del PIB de Catalunya -una economia equivalent a la de Dinamarca, en el context europeu- i el 12% del PIB espanyol. És, doncs, el motor econòmic d'una regió europea més àmplia -Catalunya- i alhora ofereix un alt nivell de diversificació industrial. Només a la ciutat de Barcelona, es produeixen cada dia 3,1 milions de desplaçaments, amb un percentatge d'utilització del transport públic d'un 59%.
L'àmbit metropolità de Barcelona és equivalent, aproximadament, a la Vegueria de Barcelona definida per l'Informe sobre la revisió del model d'organització territorial de Catalunya, l'anomenat Informe Roca, divisió territorial que es podria convertir en breu en oficial gràcies a l'Estatut d'Autonomia de Catalunya de 2006.
L'abril de 2008, el Departament de Política Territorial i Obres Públiques de la Generalitat de Catalunya va presentar l'avantprojecte del Pla Territorial Metropolità de Barcelona, una eina que delimita els espais d'interès paisatgístic i estratègic que cal preservar i que impulsa una xarxa viària i ferroviària de qualitat que faci possible el seu creixement futur.

### Marc físic
El principal element estructurador del relleu metropolità el conforma dues serralades d'alçada diversa que es disposen de nord-est i sud-oest de manera paral·lela a la costa. Aquestes dues serralades són la serralada Litoral i la serralada Prelitoral.
La Prelitoral mostra les elevacions majors, més o menys entre els 1.100 i els 1.700 metres d'altitud. La serralada Litoral té les alçades màximes entre els 500 i 700 metres.
Entre les dues serralades s'estenen dos corredors naturals: la depressió Prelitoral que compren el Penedès i la plana del Vallès, lleument separats per una petita elevació a l'alçada del marge esquerre del riu Llobregat. L'altre corredor és l'estreta depressió Litoral que presenta un petit eixamplament a la part central, on es troba la ciutat de Barcelona i conegut com el pla de Barcelona.
Els cursos fluvials en general respecten l'orientació de la depressió Prelitoral, com per exemple els rius l'Anoia, la Tordera i el Mogent, però la part centre del corredor és travessada per rius i rieres que travessen en direcció nord-sud, com per exemple Congost, Tenes, riera de Caldes, Ripoll, riera de Rubí i Llobregat que creen corredors transversals. La plana litoral es troba travessada per petits rius i rieres amb una marcada variabilitat en els seus cabals a causa de la proximitat del mar i de les característiques del clima que provoquen la seva aparició sobtada i irregular segons el nivell de precipitació.
Aquesta disposició ha representat una dificultat per a les comunicacions naturals entre el litoral i l'interior del país. L'existència del Llobregat i l'eix Congost-Besòs ha servit per trencar en part aquestes barreres naturals i ha permès la comunicació.

### Mapa administratiu
Al territori metropolità hi conviuen diverses entitats administratives. Aquesta coexistència permet atendre a les demandes ciutadanes des de diversos nivells de proximitat, però condiciona a la vegada el desenvolupament afectant, entre d'altres, al planejament territorial.

#### El mapa municipal

Mapa comarcal i municipal
Alt Penedès
Baix Llobregat
Barcelonès
Garraf
Maresme
Vallès Occidental
Vallès Oriental

Actualment l'àmbit està comprès per 164 municipis amb una superfície mitjana de 19,7 quilòmetres quadrats: 27 de l'Alt Penedès, 30 del Baix Llobregat, 5 del Barcelonès, 6 de Garraf, 30 del Maresme, 23 del Vallès Occidental i 43 del Vallès Oriental. El municipi més poblat és Barcelona, amb 1.595.110 habitants. Hi ha un relatiu elevat nombre de municipis tot i les nombroses alteracions que hi ha hagut al llarg del temps. Això condiciona força el planejament territorial i l'existència de múltiples administracions locals amb competències d'elaboració del plans d'ordenació urbanística municipal (POUM) representa un condicionat a l'hora de coordinar l'urbanisme municipal.

#### La divisió comarcal
La principal funció de la comarca és donar suport a l'administració municipal en tots aquells afers en què, per insuficiència de recursos, incapacitat o limitació territorial, no puguin desenvolupar els mateixos ajuntaments.
L'àmbit metropolità de Barcelona comprèn cinc comarques de Catalunya. Les dades de població són de 2020:
| Comarca           | Habitants |
| ----------------- | --------- |
| Baix Llobregat    | 834.653   |
| Barcelonès        | 2.314.620 |
| Maresme           | 458.626   |
| Vallès Occidental | 937.508   |
| Vallès Oriental   | 414.570   |

#### Les entitats metropolitanes
L'àrea metropolitana de Barcelona està composta per 36 municipis dels 164 de l'Àmbit metropolità de Barcelona.
El mateix paquet de lleis que l'any 1987 regulava els règims municipal, comarcal i provincial a Catalunya va comportar la supressió de l'únic ens administratiu amb un ampli ventall de competències pròpies que ha tingut l'àrea metropolitana de Barcelona: la Corporació Metropolitana de Barcelona. La Corporació, que abastava un territori format per Barcelona i els 26 municipis de la seva àrea d'influència més immediata, tenia naturalesa d'ens local i disposava, entre d'altres, en matèries com ara urbanisme o transport.
El buit en l'exercici de les seves competències que va provocar aquesta dissolució va ser ràpidament superat a partir de la transferència de les competències en matèria d'urbanisme a la mateixa Generalitat i a altres entitats metropolitanes. En total es van crear tres entitats dins l'àrea metropolitana de Barcelona:

Àrea metropolitana de Barcelona dins l'Àmbit metropolità.
Entitat del Medi Ambient
Mancomunitat de Municipis
Entitat del Transport
- Entitat del Medi Ambient

Actualment està en procés de creació el Consorci de l'Àrea Metropolitana de Barcelona (CAMB) que suposarà el retorn del govern metropolità.

## Ocupació i ús del sòl

### Evolució del poblament
En els darrers cinquanta anys es poden distingir tres fases diferenciades del procés de poblament de l'àmbit metropolità: creixement intensiu, redistribució sobre el territori i represa del creixement basat en la immigració estrangera.
A les dècades dels cinquanta, seixanta i primers dels setanta es produí una forta arribada de contingents migratoris procedents de la resta d'Espanya, que tendiren a instal·lar-se a les àrees més densament poblades com Barcelona i després als municipis més propers. La regió va créixer en 2.272.585 persones, duplicant-se la població de la zona.
En la dècada dels vuitanta i part dels noranta es va mantenir la població entre els 4.238.876 i els 4.228.048. En aquest període es produí força moviments de redistribució interna que es caracteritza per la sortida d'habitants de les àrees més poblades cap a àrees menys poblades de la primera i la segona corona. Això es deu a la major disponibilitat d'habitatge fora de les àrees més poblades i la recerca d'un entorn diferent per viure i a l'increment de l'accessibilitat d'aquestes àrees més llunyanes de Barcelona.
Entre el 1981 i el 1996 els cinc municipis més densos: l'Hospitalet de Llobregat, Santa Coloma de Gramenet, Barcelona, Cornellà de Llobregat i Badalona encapçalen la major pèrdua de població. Aquesta pèrdua d'habitants serà en benefici de municipis generalment mitjans i petits. Alguns municipis del baix Maresme, el Vallès o el Garraf dupliquen i fins i tot tripliquen la seva població.
A partir de finals de la dècada de 1990 hi ha un repunt de la natalitat i la major incidència es deu a l'arribada d'importants contingents migratoris d'altres països. Entre el 2000 i el 2006 el nombre de ciutadans d'origen extracomunitari passa de 88.049 a 516.968.

### Mapa d'ús del sòl
- Àrees edificades: ciutats, zones residencials, zones industrials i infraestructures.
- Zones boscoses: reserves naturals i zones protegides com ara el Parc Natural del Garraf, el Parc Natural de Sant Llorenç del Munt i l'Obac, la Serra de Collserola i el Parc Natural del Montnegre i el Corredor entre d'altres.
- Zones agrícoles i camps: sobretot vinyes i camps de regadiu.

### Mobilitat i infraestructures de transport

#### Autoritat del Transport Metropolità

Àmbit de l'ATM, en verd els municipis integrants de l'Entitat Metropolitana del Transport i en vermell l'Agrupació de Municipis amb Transport Urbà (2a i 3a corona)

L'Autoritat del Transport Metropolità està formada pels municipis del mateix àmbit metropolità lleugerament ampliat (abastant fins a 5.217.864 habitants l'any 2006), i en regula el transport dividint-lo en corones de municipis. Aquesta divisió és la següent:
|           | Població  | Extensió | Densitat |
| --------- | --------- | -------- | -------- |
| Barcelona | 1.595.110 | 101      | 15.793   |
| 1a corona | 1.555.270 | 532      | 2.923    |
| 2a corona | 1.456.937 | 1.362    | 1.070    |
| 3a corona | 747.810   | 2.273    | 329      |
|           | 5.355.127 | 4.268    | 1.255    |

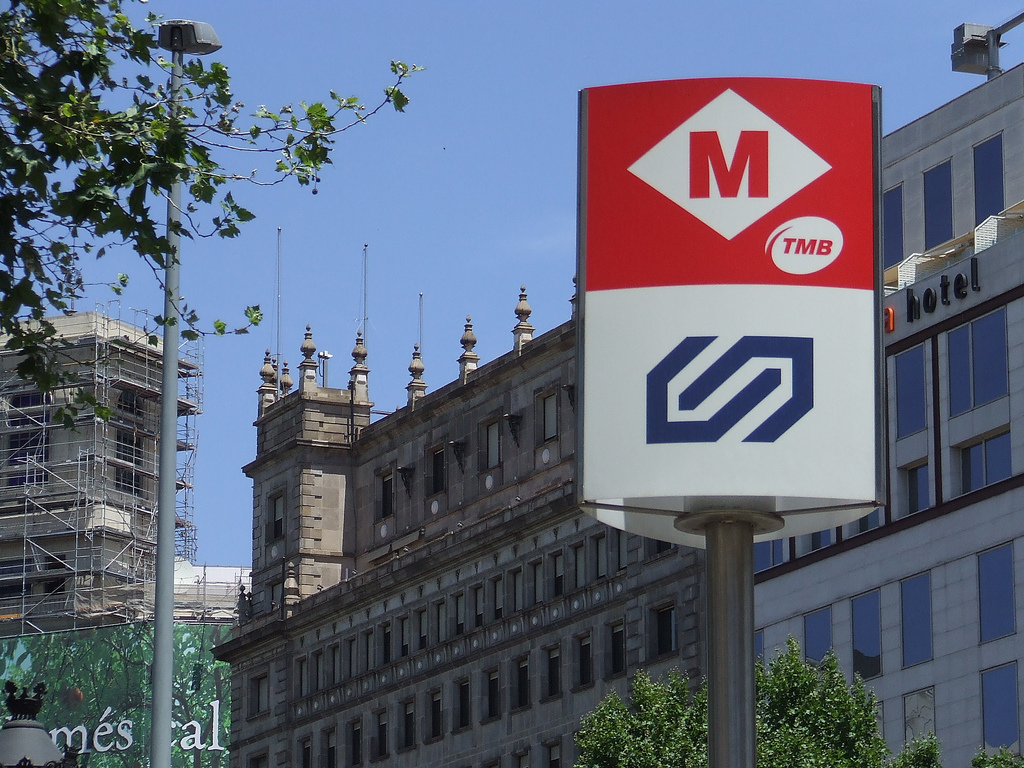
Transports de la Regió Metropolitana de Barcelona, regulats per l'ATM

- Primera corona: la forma l'Àrea metropolitana de Barcelona. Es tracta d'un continu urbà que inclou la mateixa ciutat de Barcelona a més d'altres com: L'Hospitalet de Llobregat, Badalona, Sant Adrià de Besòs o Santa Coloma de Gramenet.
- Segona corona: es considera com l'àrea metropolitana adjacent i la conforma un cinturó de ciutats com: Vilanova i la Geltrú, Vilafranca del Penedès, Martorell, Terrassa, Sabadell, Granollers, Mataró i les seves respectives àrees d'influència. Per unir aquest cinturó urbà amb una interconnexió ferroviària, la Generalitat de Catalunya projecta la línia orbital.[12]
- Tercera corona: considerada territori d'expansió consolidat, s'estén a través de corredors fluvials o depressions, com ara en el cas de Manresa, Igualada i Vic, o bé al llarg de la costa mediterrània, com en el cas de Blanes o El Vendrell. No formen part de l'Àmbit metropolità de Barcelona, però si de l'ATM.